# Chava Alberstein
Chava Alberstein, en hebreu חוה אלברשטיין (nascuda a Szczecin, Polònia, el 8 de desembre de 1947), és una coneguda cantant, compositora, lletrista, arragista musical i actriu israeliana. És una de les més destacades cantants israeliana, amb una carrera que s'ha perllongat durant més de quaranta anys. Encara que el seu estil més característic és el folklore jiddisch, ha fet incursions en altres gèneres musicals. Ha gravat més de 60 discs, molts dels quals han estat, comercialment parlant, discs d'or i de platí.